# Невен (ТВ серија)
Невен је играна ТВ серија за децу која је 1973. године снимљена у продукцији Радио-телевизије Београд и емитована на програму Југословенске радио-телевизија-а. Серија има два циклуса од по 13 епизода у трајању од 30 минута, садржај серије је био по мотивима дела знаменитог српског писца за децу Јована Јовановића Змаја чији је лик тумачио Мића Томић. Серија је снимљена у црно-белој техници, а режирао је Тимоти Џон Бајфорд.

## Улоге
| Глумац              | Улога                               |
| ------------------- | ----------------------------------- |
| Иван Александров    | Гаврило                             |
| Милутин Бутковић    | Шандор Виловски                     |
| Дејан Ђуровић       | Петроније                           |
| Марина Кољубајева   | Добра Јела; Мици; Невена            |
| Петар Краљ          | Никола Кирић; Пура Моца; Михајло    |
| Оливера Марковић    | куварица; тетка Катица              |
| Милан Срдоч         | Илија; Васа; глава                  |
| Миливоје Мића Томић | Јован Јовановић Змај                |
| Драган Зарић        | поштар; служавка; пуковник Марковић |